# Ň
Ň ، ň یکی از حروف الفبای چکی، اسلواکیایی و ترکمنی است. این حرف برساخته از یک N با هفتکی بر فراز آن است.
ň در چکی و اسلواکیایی نشان‌دهندهٔ آوای /ɲ/ و برابر با Ñ در زبان اسپانیایی است. ولی در ترکمنی صدای /ŋ/ را می‌رساند.

## منبع
Wikipedia contributors, "Ň," Wikipedia, The Free Encyclopedia, http://en.wikipedia.org/w/index.php?title=%C5%87&oldid=587279407 (accessed July 3, 2014). 